# Cyphia gamopetala
Cyphia gamopetala là loài thực vật có hoa trong họ Hoa chuông. Loài này được J.Duvign. & Denaeyer mô tả khoa học đầu tiên năm 1963.